# 인재개발협회

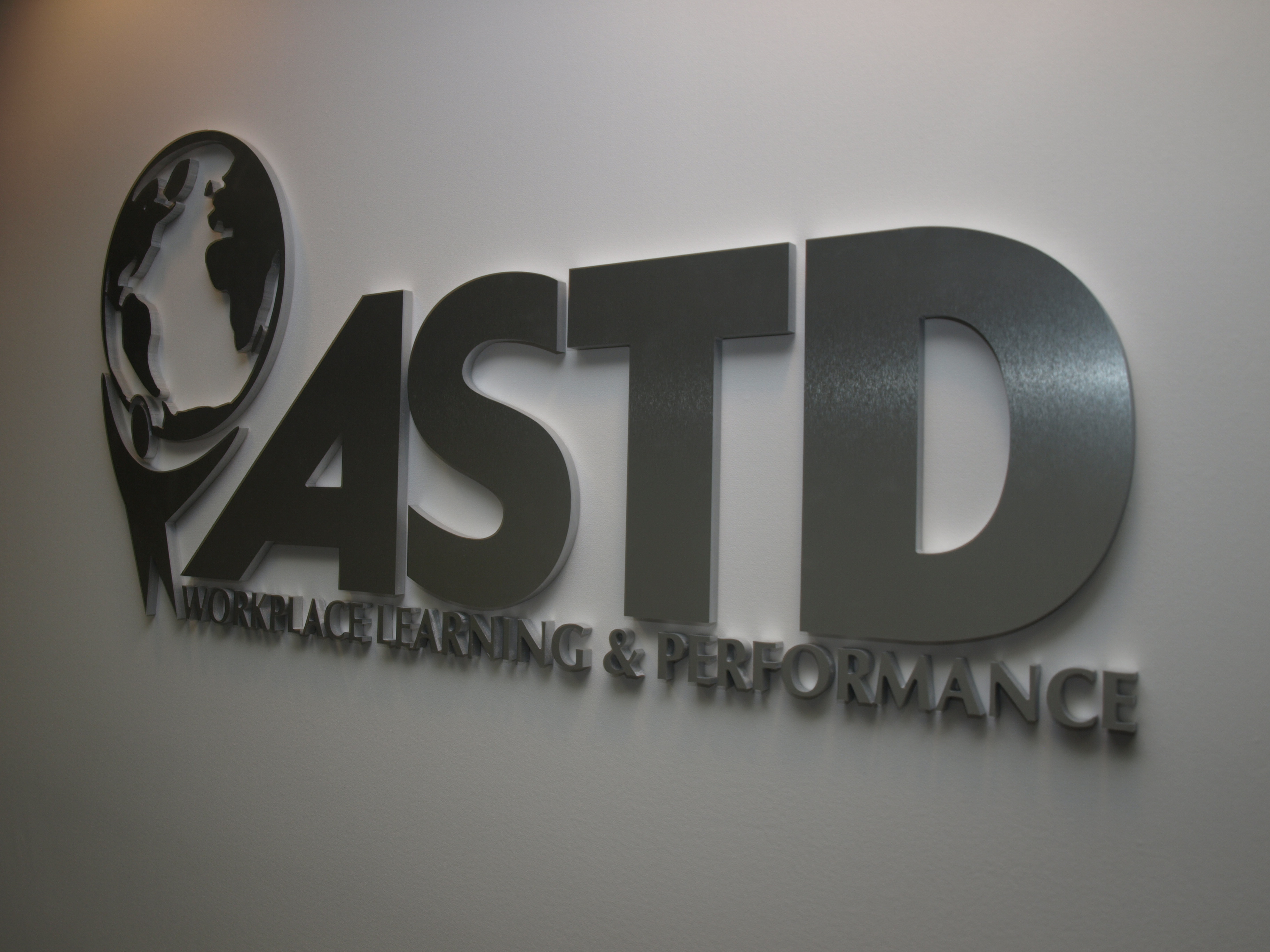
ATD가 ASTD이었을 때의 로고

인재개발협회(Association for Talent Development, ATD)는 인재 개발, 교육 훈련에 관한 학술 단체로 1944년에 만들어졌다. 과거에는 명칭이 미국교육훈련협회(American Society for Training & Development, ASTD)였으나, 2014년 5월 6일 명칭을 인재개발협회로 변경했다. 매년 학술대회(International Conference & Exposition)를 개최하고 있다.